# Droit préférentiel de souscription
Pour les articles homonymes, voir DPS.
Le droit préférentiel de souscription (DPS) est un droit permettant à un actionnaire de souscrire de nouvelles actions lors d'une augmentation de capital de manière prioritaire.
En France, ce droit est défini dans l’article L225-132 du Code de commerce, et la possibilité pour la société émettrice de ne pas le proposer aux articles L. 225-136 à L. 225-138-1. 

## Définition
En droit français, la loi dispose que chaque actionnaire a le droit de souscrire à un nombre d’actions déterminé proportionnellement au nombre d’actions qu’il détient. Ce droit, si la société émettrice le propose, ne peut pas être réduit: aussi l’appelle-t-on « droit de souscription à titre irréductible ». Il permet ainsi à l'actionnaire de conserver son pourcentage du capital dans la société anonyme (SA) (dans le cas contraire, on parle de dilution d'actionnaires). Le DPS est détachable de l'action et peut ainsi être vendu à un nouvel investisseur souhaitant acquérir des actions. Les actionnaires ne sont pas obligés de souscrire aux actions nouvelles auxquelles ils ont droit. Ils peuvent, s’ils le souhaitent, vendre leurs droits à des personnes qui voudraient s’assurer une possibilité de souscription. Ils peuvent aussi renoncer individuellement à leur droit préférentiel de souscription, ce qui permet d’accélérer la réalisation de l’augmentation de capital.

## Mode de calcul
Calcul du rapport de parité du DPS : rapport entre le montant de l'augmentation de capital et le capital de départ.
Exemple 1
dans le cas d'une augmentation de capital de 50 millions à 60 millions : 10 M/ 50 M = 1/5. Les actionnaires obtiennent ainsi le droit de souscrire une nouvelle action pour cinq anciennes actions qu'ils possèdent.
Exemple 2
Soit une société par action au capital de 500 euros, réparti en 50 actions de 10 euros chacune, détenues par les actionnaires A (30 actions), B (15 actions) et C (5 actions). La société souhaite faire une augmentation de capital de 1 000 euros, apportés en numéraire par un nouvel actionnaire D. Il faut alors calculer le DPS auquel a droit chacun des actionnaires :
1 000 / 500 = 2. Chaque action donne donc droit a l'attribution de deux nouvelles.
A a donc le droit de souscrire 60 actions nouvelles, B de souscrire 30 actions nouvelles et C d'en souscrire 10, soit 100 actions à souscription préférentielle. Quant a D, il aura donc 100 actions.
Si chacun exerce son DPS, la répartition sera alors de : 90 actions pour A, 45 actions pour B, 15 actions pour C et 100 actions pour D ; avec un capital après augmentation de 2 500 euros.
Calcul du DPSp : (valeur avant augmentation - valeur après augmentation) X DPS
La valeur du droit (DPSp) est égale à la valeur théorique de l’action (valeur avant l'augmentation de capital) moins la valeur de l'action après l’augmentation de capital, rapporté à la proportion d’attribution. La valeur du droit préférentiel de souscription évolue en fonction des conditions de l’émission (avec ou sans prime d’émission) et en fonction de la valeur boursière (ou estimée si la société n’est pas cotée en bourse).
Exemple 3
Soleil inc. a émis des droits de souscription pour obtenir du financement. Le cours actuel des actions est de 19 $. Le prix de souscription dans le cadre de l’émission des droits de souscription est de 15 $ l’action et un investisseur devra présenter trois droits pour acheter une action. La valeur d’un droit de souscription est : (19 $ - 15 $) ÷ (3 + 1) = 1 $